# Смит, Кэлвин (1961)
Кэлвин Смит (англ. Calvin Smith; род. 8 января 1961, Болтон, Миссисипи) — американский спринтер, чемпион и призёр чемпионатов мира и Олимпийских игр, участник двух Олимпиад, мировой рекордсмен.

## Карьера
Смит сделал начал спортивную карьеру в Университете Алабамы. 3 июля 1983 года он установил мировой рекорд в беге на 100 метров на Олимпийском фестивале в США в Колорадо-Спрингс (9,93 с). Тем самым он побил предыдущий рекорд Джима Хайнса, который держался почти 15 лет.
На первом чемпионате мира по лёгкой атлетике в 1983 году Смит завоевал золотые медали в беге на 200 метров и в эстафете 4×100 метров (при этом команда США установила мировой рекорд), а также на серебряную медаль на дистанции 100 метров. В августе 1983 года Смит стал первым спортсменом, пробежавшим 100 метров менее чем за 10 секунд (9,97 с) и 200 метров менее чем за 20 секунд (19,99 с) в тот же вечер в Цюрихе (Швейцария).
На летних Олимпийских играх 1984 года в Лос-Анджелесе Смит выиграл золотую медаль в составе американской команды в эстафете 4×100 метров, снова установив новый мировой рекорд в этом виде спорта. На чемпионате мира 1987 года Смит успешно отстоял свой чемпионский титул на дистанции 200 метров. На летних Олимпийских играх 1988 года в Сеуле Смит завоевал бронзовую медаль в беге на 100 метров.
Смит продолжал выступать за сборную США до 1990-х годов. В более поздние годы своей карьеры он был капитаном сборной США по лёгкой атлетике на крупных мероприятиях, включая Олимпийские игры и чемпионаты мира.

### Олимпиада 1988 года
Бен Джонсон из Канады пересёк черту первым, Карл Льюис был вторым, Линфорд Кристи из Великобритании — третьим, а Смит четвёртым. У Джонсона были обнаружены в крови анаболические стероиды и он был лишён золотой медали, а Смит получил бронзовую медаль. Анализы Льюиса дали положительный результат на псевдоэфедрин, эфедрин и фенилпропаноламин. Льюис утверждал, что случайно употребил запрещённые вещества. После того, как добавки, которые он принимал, были проанализированы, Олимпийский комитет США принял его заявление о непреднамеренном использовании, поскольку в пище, которую он принимал, было обнаружено содержание эфедры (известно, что эфедрин помогает сбросить вес).

## Дальнейшая биография
Смит женат на Мелани, с которой познакомился в колледже, и имеет двоих детей, дочь Бритни и сына Кэлвина Смита-младшего. Смит ушёл из лёгкой атлетики в 1996 году и затем два года работал помощником тренера в Университете Алабамы. Затем он переехал со своей семьёй в Тампу (Флорида), где сделал карьеру. В настоящее время он работает в некоммерческом агентстве, которое оказывает людям медицинскую помощь.